# Casearia arborea
Casearia arborea là một loài thực vật có hoa trong họ Liễu. Loài này được (Rich.) Urb. mô tả khoa học đầu tiên năm 1910.